# Іван (Мартиняк)
Архієпископ Іва́н Мартиня́к (нар. 20 червня 1939, Спас) — єпископ Української греко-католицької церкви; від 24 травня 1996 до 7 листопада 2015 — митрополит Перемишльсько-Варшавський.

## Біографія
Народився 20 червня 1939 року у селі Спас (тепер — Старосамбірського району Львівської області). Вивчав філософію і теологію у Теологічній академії у Варшаві.
29 червня 1964 року отримав священничі свячення з рук римо-католицького митрополита Вроцлавського Болєслава Комінка. У 1972 році, після розподілу Вроцлавської архиєпархії, переїжджає до Гожівської єпархії і душпастирює в греко-католицьких парохіях.
Після завершення навчання у Теологічній академії у Варшаві захистив 1968 року диплом ліценціата з теології.
З 1975 року душпастирював у Легниці і пасторальних центрах Модлі, Замениці й Любліна. У 1977 році обраний членом Капітули єпархії у Перемишлі.
20 липня 1989 року Папа Римський Іван Павло II призначив Івана Мартиняка єпископом-помічником примаса Польщі у справах українців греко-католиків у Польщі.
16 вересня 1989 року у Ченстохові відбулася єпископська хіротонія, яку очолив Верховний Архієпископ Мирослав Іван Любачівський.
16 січня 1991 року призначений єпархіальним єпископом Перемишльської єпархії.
24 травня 1996 році Іван Павло II підніс Перемишльську єпархію до гідності Перемишльсько-Варшавської Митрополії, а її єпарха іменував Архієпископом і Митрополитом Перемишльсько-Варшавським. Від 7 листопада 2015 року — архієпископ-емерит Перемишльсько-Варшавський.

## Нагороди
21 серпня 2007 року Указом Президента України нагороджено орденом князя Ярослава Мудрого V ступеня.